# Takuma Edamura
Takuma Edamura (枝村 匠馬?, Edamura Takuma; Makinohara, 16 novembre 1986) è un ex calciatore giapponese, di ruolo centrocampista.

## Carriera
Formatosi nello Shimizu S-Pulse, giocherà nel club biancoarancione sino al 2012, anno in cui passerà in prestito al Cerezo Osaka, società in cui resterà sino al 2014.
Nella stagione 2014 passa in prestito dapprima al Nagoya Grampus, e poi da agosto al Vissel Kōbe, con cui otterrà l'undicesimo posto nella massima serie nipponica.